# Morocco Tennis Tour Casablanca 2011
Il Morocco Tennis Tour Casablanca 2011 è stato un torneo di tennis facente parte della categoria ITF Women's Circuit nell'ambito dell'ITF Women's Circuit 2011. Il torneo si è giocato a Casablanca in Marocco dall'11 al 17 aprile 2011 su campi in terra rossa e aveva un montepremi di 25 000 $.

## Vincitori

### Singolare
Galina Voskoboeva ha battuto in finale  Mervana Jugić-Salkić con il punteggio di 6(4)–7, 6–2, 6–3

### Doppio
Sandra Klemenschits /  Kristina Mladenovic hanno battuto in finale  Magda Linette /  Katarzyna Piter con il punteggio di 6–3, 3–6, [10-8]